# Grafschaft Rouen
Die Grafschaft Rouen war im 10. Jahrhundert der Vorläufer des Herzogtums Normandie. Der Normanne Rollo und seine Nachkommen führten den Titel eines Grafen von Rouen, bis sie sich selbst zu Herzögen der Normandie ernannten:
- 911–927: Rollo, Graf von Rouen, Jarl der Normannen
- 927–942: Wilhelm I. Langschwert (Guillaume Longue Épée), Graf von Rouen, Jarl der Normannen († 942).
- 943–996: Richard I., Graf von Rouen, Jarl der Normannen, nimmt den Titel eines Herzogs der Normandie an († 996).